# Paleolitikum

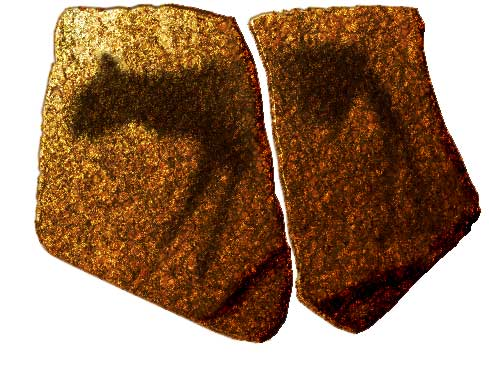
Paleolitisk konst från grottan Apollo 11 i Namibia.

Den arkeologiska perioden Paleolitikum, eller äldre stenåldern (latiniserad ordbildning av grek. παλαιός palaios ’gammal’ och λιθικός lithikós ’som rör stenar’) inleddes för omkring 3,3 miljoner år sedan, med de äldsta bevisen för redskapstillverkning, och varade till omkring år 10 000 f.Kr., den senaste istidens slut. Paleolitikum är den första av stenålderns underavdelningar och delas i sin tur in i arkaisk paleolitikum. tidig-, mellan- och senpaleolitikum. Paleolitikum  definieras som den tid under vilken människan utvecklades. Artikeln ger därför en översiktlig bild av människans utveckling under paleolitikum. Utvecklingen av människan har ett samband med utvecklingen av klimatet under pleistocen. Klimatet under pleistocen utmärks av istider och torkperioder i Afrika båda med stor betydelse för människans utveckling och spridning över jordens kontinenter. Stenhantverket var en viktig del av utvecklingen under paleolitikum där utvecklingen gick från att först använda själva kärnan som redskap sedan avslagen först i form av skivor och sedan i form av spån.

## Kronologi

### Arkaisk paleolitikum
Arkaiska paleolitikum, eller arkeolitikum, är en underavdelning av paleolitikum som motsvarar början av denna period. Begreppet är ännu inte helt etablerat inom det vetenskapliga samfundet och flera  förhistoriker har inte slutat använda tidigpaleolitikum för tiden. Vissa författare använder begreppet arkaisk paleolitikum bara för den afrikanska kontinenten. Eugène Bonifay definierar perioden som motsvarande mycket tidig paleolitikum med den äldsta fasen av förhistoriska verktyg. Vid sidan av mycket primitiva avslagsverktyg finns det verktyg gjorda av mindre stenar samt sällsynta mycket arkaiska bifacetter, stenar bearbetade från två sidor.

#### Afrika
Publiceringen 2015 av Sonia Harmand och hennes team av upptäckten av en ännu mer primitiv litisk industri än Oldowan vid Lomekwi 3 i Kenya, daterad till 3,3 miljoner år, definierades som en ny kultur, Lomekwien. Arkaiska paleolitikum motsvarar den lomekwiska perioden, eller både den period som omfattar lomekwiska och den oldowayiska perioden. Uppkomsten av acheulean i Östafrika, för 1,7 miljoner år sedan markerar då början av tidigpaleolitikum.
Förhållandena I Europa är att Oldowan existerar under längre tid och inte ersätts av Acheulean förrän för cirka 700 000 år sedan. Denna typ av olikheter, som också gäller Asien och även under senare perioder, gör det svårt att definiera förhistoriska perioder med universell giltighet. De kulturella förändringar som gäller de litiska industrierna är inte samtida över hela världen.

### Tidigpaleolitikum
Tidigpaleolitikum varar mellan cirka 1 800 000 och 250 000 f.Kr. Det är en del av den äldsta delen av stenåldern och en inledning i människans historia som kulturvarelse. Det är under denna epok i den arkeologiska tidsindelningen som den första människoarten börjar utnyttja och framställa mer avancerade stenverktyg. De mycket enkla verktygstraditionen som benämndes Oldowan efter fyndplatsen Olduvai i Tanzania. utvecklades till en handkilskultur, Acheuléenkulturen, som dateras till mellan 1,76 miljoner och 100 000 år sedan. Sådana tidiga fynd har gjorts vid Turkanasjön i Kenya.
Den första stenverktygen tillverkades troligen av förmänniskor medan den homoart som tillverkade stenföremål av Oldowan typ var troligen Homo habilis. Stenverktygens främsta funktion var förmodligen som hjälp vid slakt av djur. Stenverktygens inträde i det arkeologiska fyndmaterialet hänger därmed sannolikt samman med en förändrad diet hos förmänniskorna. Från början var de tidigpaleolitiska människorna troligen asätare, men senare tycks jakten ha ökat i betydelse. Vid Olduvai har man påträffat lämningar som visar att åtminstone Homo erectus, men troligen också Homo habilis, använde stenverktyg till att stycka djurkroppar. Man har nämligen funnit benrester med tydliga skrapmärken från stenverktyg på olika platser. Andra intressanta fynd som gjorts i relation till jakt är något yngre. I Tyskland vid Schöningen har man påträffat spjut tillverkade helt i trä (alltså utan stenspetsar), troligen tillverkade av Homo heidelbergensis för 400 000 år sedan. Historien om fyndet i Schöningen återges i avsnittet Näringsfång och jakt nedan. Det kan inte uteslutas att liknande spjut använts av andra förmänniskor redan tidigare under förhistorien eftersom så gamla träföremål endast bevaras under mycket exceptionella förhållanden.

### Användning av eld
Elden kan man ha lärt sig att använda redan för 1,5 miljoner år sedan, att döma av brända djurben funna i en grotta i Swartkrans i Sydafrika. Detta fynd gjordes 1988 och är ännu omdiskuterat. De troliga brukarna av elden var Homo erectus men även robusta australopthiciner (Parantropus) har setts som brukare av eld. Tidigare sattes gränsen för eldanvändning till för cirka 500 000 år sedan. Att fyndet är omdiskuterat som bevis beror på att det är svårt att skilja spår av naturlig eld från sådana spår som mänskligt kontrollerad eld ger. Benen från Swartkrans visar dock tecken på att ha tillagats under en längre tid. De är intressanta eftersom de är de tidigaste tecknen som finns på att människans förfäder kan ha kontrollerat elden. Elden kan därmed ha varit en naturlig del av arten Homo erectus hela historia.
Användningen av eld blev vanlig först i samhällena under mellanpaleolitikum. Användning av eld minskade dödligheten och gav skydd mot rovdjur. Tidiga homininer kan ha börjat tillaga mat så tidigt som under den tidigpaleolitikum redan för mer än 1 miljon år sedan eller så skedde detta under tidiga mellersta paleolitikum för cirka 250 000 år sedan. Vissa forskare har antagit att man började laga mat för att tina upp fryst kött, vilket skulle underlätta deras överlevnad i kalla områden. Arkeologer anför morfologiska förändringar i kranial anatomi som bevis för uppkomsten av matlagnings- och livsmedelsberedning. Dessa morfologiska förändringar inkluderar minskningar i kindtänder och i käkens storlek, tunnare tandemalj och minskning av tarmens volymen. Under stora delar av paleolitikum förlitade sig våra förfäder på enkla tekniker som att grilla eller rostning.
Senpaleolitikum började koka mat, ett stort framsteg som gjorde växtmat mer smältbar, minskade växternas giftighet och ökade deras näringsvärde. Uppvärmda stenar (skörbrända) är lätta att identifiera i det arkeologiska materialet. Så kallad stenkokning och gropbakning var vanliga tekniker. Man värmde större småstenar i elden och överförde de sedan till ett kärl med vatten. Behållare behövde inte tåla eld och stenarna värmde sedan vattnet.

### Mellanpaleolitikum

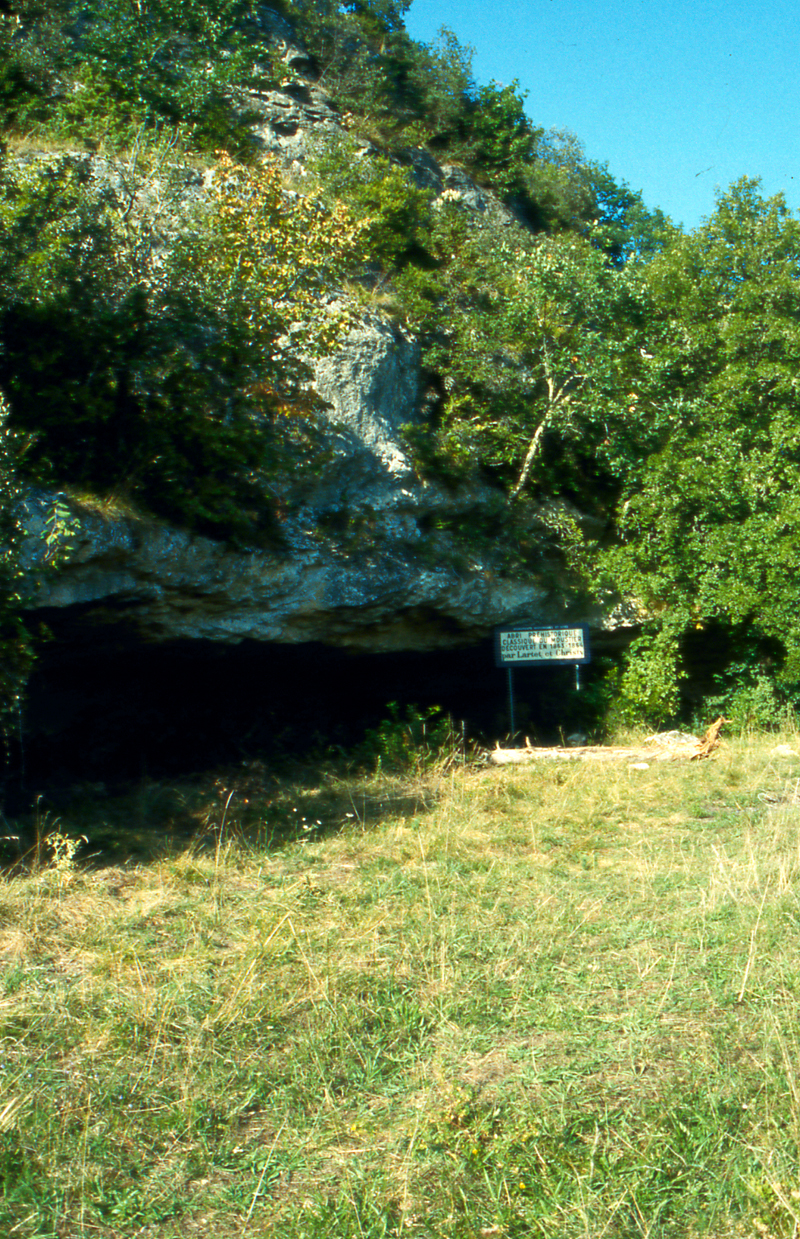
Två klippskjul vid Le Moustier i södra Frankrike har givit namn åt Moustérienkulturen.

Mellanpaleolitikum är den tredje av de fyra paleolitiska perioderna. Perioden varar, mycket ungefärligt, mellan 250 000 och 40 000–30 000 f.Kr. Stora skillnader i datering föreligger dock mellan olika regioner.
Jakt och insamling av ätliga växter var fortfarande det viktigaste näringsfånget och det är även möjligt att man rökte eller torkade kött för att bevara det. Under denna period finns också de äldsta tecknen på att man började använda skaldjur till föda. Detta är känt från en fyndplats vid Pinnacle Point i Sydafrika.
Stenteknologin utvecklades och förfinades och tekniken att tillverka stenspetsar som kunde sättas på spjut av trä ökade spjutens genomträngande förmåga och underlättade jakten på istidens stora däggdjursfauna.
Från denna period stammar också de första tecknen på konstnärlig verksamhet. Ett exempel på detta är fynd från Sydafrikas sydkust (även det från Pinnacle Point), där man har hittat spår av modifierade pigment av röd ockra. Troligen användes denna ockra till kroppsmålning. Vidare är det från mellanpaleolitikum som den första klippkonsten stammar. Sådana konstyttringar tyder på att man hade ett utvecklat symboliskt tänkande.
Den moderna människan (homo sapiens sapiens) utvecklades och separerades från andra människoarter under mellanpaleolitikum. Fossil med dateringar och genetiska beräkningar pekar på att detta skedde för omkring 300 000 sedan medan man tidigare trodde att det var för 150 000 år sedan
Under mellanpaleolitikum finns inte den moderna människan i Europa utan bara i Afrika. I Europa dominerar Neanderthalmänniskan (Homo neanderthalensis). Artitkeln om neandetalare ger en mer omfattande framställning neandertalarnas utveckling, kultur, fyndplatser. I denna artikeln behandlas två kulturgrupper kända från mellanpaleolitikum: Moustérienkulturen och Ateriankulturen.

#### Moustérienkulturen
Denna arkeologiska kultur, som fått namn efter ett par fyndrika klippöverhäng vid Le Moustier i södra Frankrike, hänger samman med neandertalmänniskan. Tidiga varianter av förneandertalare fanns i Europa redan för 350 000 år sedan och den "klassiska" neandertalaren existerade från omkring 200 000 fram till för cirka 40 000 år sedan. Denna människoart förekom i stora delar av Europa och även i Mellanöstern samt Centralasien. Mest kända är dock neanderthalarna för sin utbredning i Europa.
Bland fyndmaterialet som påträffats från kulturgruppen märks bland annat små handyxor, redskap tillverkade av avslag, som skrapor och triangulära spetsar som troligen använts som knivar men också som spetsar på spjut. Man har också påträffat runda kalkstenar som man tror använts som bola. Utmärkande för den materiella kulturen på många men inte alla Moustérienlokaler är Levalloistekniken.
Religiöst eller rituellt beteende kan ha uppkommit under mellanpaleolitikum, vilket visas av avsiktliga begravningar. Tolkningen av dessa gravar har ifrågasatts men konsensus är att avsiktliga begravningar kan beläggas. Ett säkert tecken på att så är fallet är att antalet fynd av hela skelett ökar i antal kraftigt under denna tid. Dock kan man inte vara säker på att avsiktlig gravläggning är synonymt med religiösa föreställningar. Äldre teorier om grottbjörnskult har avfärdats.

#### Ateriankulturen
Delar av Afrika uppvisar en annorlunda stenteknologi än Europa under mellanpaleolitikum, sannolikt beroende på att kontinenten redan dominerades av tidiga Homo sapiens och inte av neandertalare. Detta framgår av flera platser i Marocko (Témara, Dar es Soltane 2 och El Harourader). I kulturen förekommer under denna period slagtekniker vid bearbetning av sten, som når Europa först med vår arts invandring under senpaleolitikum.  Stenverktyg från Ateriankulturen tillverkades med en mer sofistikerad teknik där man först preparerar en kärna från vilken man sedan slår avslag, vilket tillåter en mera kontrollerad produktion av spån. Dessa spån användes för verktyg och skaftades sedan ibland och de kunde också användas i sammansatta verktyg. Fynden i området från tiden före Ateriankulturen utgjorde slutet Acheuleankulturen och Levalloisfynd hittas på vissa platser men en lucka i bosättningen kan antas. För första gången efter att acheuleankulturen spred sig över hela Afrika kan man se en rumslig uppdelning av olika kulturer i Afrika. Aterien följdes av den epipaleolitiska Capsien.

### Senpaleolitikum

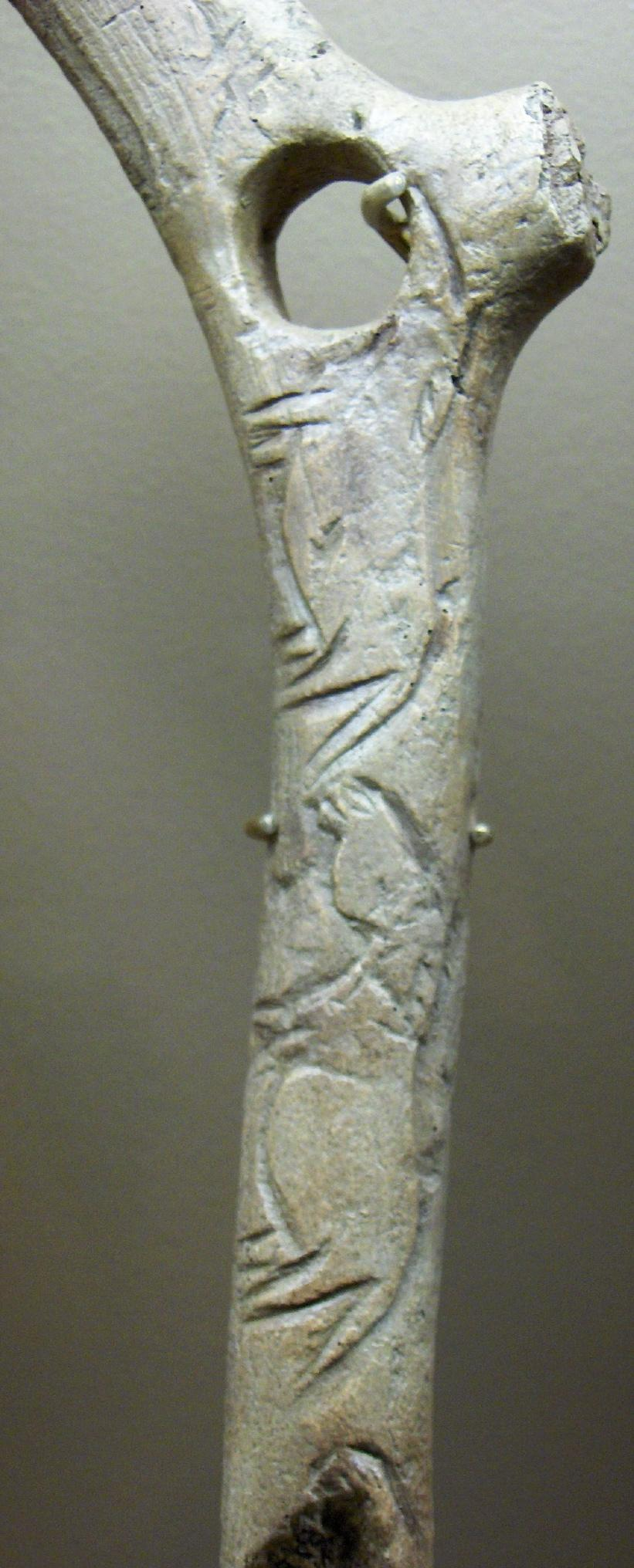
Hornföremål från Magdalénienkulturen

Senpaleolitikum varar mellan cirka 45 000 och 10 000 f.Kr. och inleds med den moderna människans (Homo sapiens, Cro-Magnonmänniskan) invandring till Europa. Från denna tid är flera kulturgrupper kända, bland annat Aurignacienkulturen, Solutréenkulturen, Gravettiankulturen, Magdalénienkulturen, Hamburgkulturen och Ahrensburgkulturen. Från de senpaleolitiska kultureerna kommer de kända Venusfigurinerna och ben- och hornredskap. Benredskapen var ofta dekorerade, vilket visar på konstens betydelse under denna period. Man gravlade också sina döda under denna tid och man har hittat spår av rödockra vid utgrävningar av sådana gravar. Smycken, vapen och dräktdetaljer följde också de döda i gravarna. Från denna tid finns belägg för de första riktigt långa transporterna av råmaterial, där man kunde frakta eller stegvis utbyta saker över 1 000 kilometer. Homo sapiens samexisterade med neanderthalarna under tusentals år i Europa innan den senare arten av oklara skäl dog ut eller assimilerades av homo sapiens.
Cro-Magnonmänniskan använde alltså sofistikerade stenverktyg, målade grottmålningar och tillverkade venusfiguriner. Denna utveckling i övergången mellan mellanpaleolitikum och senpaleolitikum har kallats den senpaleolitiska revolutionen. Även neandertalarna som delvis fortsatte att använda Moustérienteknologin ändrade sin kultur och det är främst Châtelperronienkulturen man tänker på. Det har varit omstritt om denna kultur bars av neandertalare eller moderna människor. Mänskliga fossil anknytna till Châtelperronian har bara hittats på två platser i ett säkert arkeologiskt sammanhang: Saint-Césaire 1 ett fossil i Saint-Césaire och Grotte du Renne (rengrottan) vid Arcy-sur-Cure. En studie som gjorde på flera isolerade tänder från lager från Châtelperronienplatser kunde bekräfta en relativt säker tillskrivning av denna kultur till neandertalarna.
Från senpaleolitikum kommer också de tidigaste beläggen för organiserade boplatser. Hur många människor som levt i olika regioner är svårt att svara exakt på. Inom arkeologin har man lånat begreppet ”carrying capacity” från ekologin. Begreppet syftar på det antal människor ett visst område kan föda. Säkerligen har områden med mildare klimat, som till exempel södra Frankrike, hyst betydligt flera människor än mindre gästvänliga områden närmare iskanten. Beräkningar visar att flera hundra personer kan ha levt mer eller mindre permanent i områden som Laugerie-Haute, Laugerie-Basse eller St. Christoph vid Vézèrefloden, medan tundraområdena kanske haft en tiondel av den befolkning som rymts i södra Frankrike (i tundraområdena räknar man med högst en individ per 10 kvadratkilometer).
Under senpaleolitikum bedrev man troligen jakt med flera olika tekniker. Spjutet var, som vi redan sett, känt sedan länge. De äldsta tecknen på att pilbågen har använts härstammar dock från senpaleolitikum. Det finns belägg för att pil och båge har använts som jaktvapen i 20 000 år troligen ännu längre.

### Tidslinje
Paleolitikum börjar vid olika tillfällen på olika platser beroende på när människan kommer dit.
redigera
I områden täckta av inlandsis inträdde den äldre stenåldern senare. Nordeuropa befolkades cirka 10000–9000 f.Kr, när isen drog sig tillbaka. Ibland sägs paleolitikum här avslutas runt 4100–4000 f.Kr, men denna period betecknas som mesolitikum (mellanstenåldern); både paleolitikum och mesolitikum omnämns ibland som jägarstenåldern. Därefter inträdde neolitikum (bondestenåldern), den yngre stenåldern.

## Människans utveckling

Människans tänkta utvecklingsträd

För omkring sju miljoner år sedan gick schimpanserna och de varelser som föregick människan skilda vägar. Människosläktets tidiga utveckling skedde i Afrika, där alla fynd av fossil inom vår utvecklingsgren från cirka sju fram till två miljoner år sedan har gjorts. Australopitheciner antas av de flesta forskare vara släktet Homos stamfäder. A. afarensis och A. africanus är de arter inom släktet som är bäst beskrivna. Den ännu äldre arten A. Anamensis anses vare föregångare till de båda de förut nämnda Australopithecinerna. De hör till familjen Hominidae. Australopithecus africanus som var den art som hittades först och den ansågs då som en trolig stamfader till människan men det har senare ifrågasatts. De äldre arterna verkar mera troliga som ursprung för släktets Homo, och då var africanus bara en återvändsgränd på evolutionens träd. En av de tidigaste arterna av släktet Homo, Homo habilis, som levde i Afrika för 2,4 till omkring 1,4 miljoner år sedan har ibland ansetts vara Homo erectus förfader även om detta har också har blivit ifrågasatt. Rudolfmänniskan levde samtidigt med Homo habilis och det är omstritt om det var en egen art eller om dessa fossil båda tillhörde Homo habilis som då måste vara en art med stor variationsbredd. Att de båda arterna tillhör släktet Homo är också omstritt. Den första arten som alla är överens om att den tillhörde släktet Homo var Homo Erectus även om några kallar den Homo ergaster i Afrika.

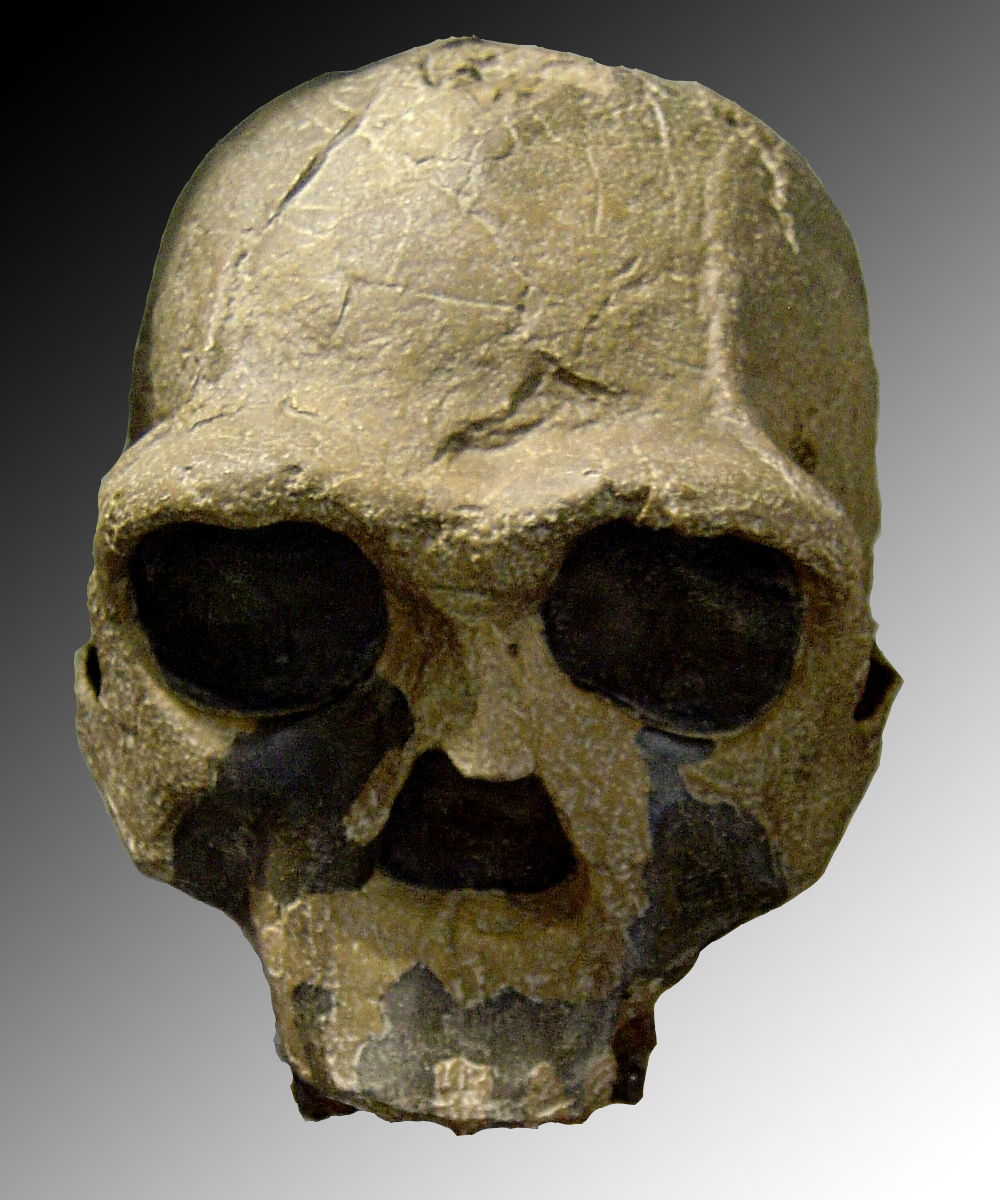
Skalle av Homo ergaster KNM-ER 3733 upptäckt av Bernard Ngeneo 1975 i Kenya.

För omkring 1,8 miljoner år sedan emigrerade H. erectus (ibland kallad Homo ergaster) från Afrika och spred sig till olika delar av Eurasien. Detta var första gången som förmänniskor lämnade Afrika. Fossila lämningar från dessa förmänniskor har bland annat hittats i Indonesien (Javamänniskan) och Kina (Pekingmänniskan). En fyndplats från senare tid som diskuterats mycket i vetenskapliga artiklar de senaste åren är Dmanisi i Georgien. Fossilen där som fått namnet Homo georgicus har bedömts vara 1,77 miljoner år gamla. Vilken art fynden tillhör är omstridd. Enligt upptäckarna pekar dessa fynd på att förmänniskor lämnade Afrika relativt kort tid efter att större hjärnor hade utvecklats. När denna emigration exakt inträffade är omstritt men den nådde Kina tidigt.
Europa runt medelhavet och norrut till England, Frankrike södra Tyskland och Bulgarien befolkades tidigt för drygt en miljon år sedan, men senare än Asien. Expansionen norrut i Europa begränsades troligen för att man inte hade full kontroll över elden. Studier av sediment i grottor i Europa indikerar ingen regelbunden användning av eld före  400,000 – c. 300,000 BP. De människor som fanns i Europa har klassificerats som Homo Antecessor (Spanien), Homo Heidelbergensis men även som Homo Erectus.
För 350 000 år sedan fanns tidiga Homo neanderthalensis (neanderthalmänniskan, uppkallad efter en fyndort i Neandertal i Tyskland) i Europa och de västra delarna av Asien. Det har hittats enstaka fossil med "blandade" egenskaper som eventuellt skulle kunna vara korsningar av modern människa och neanderthalare, men dessa fynd är omstridda och tvetydiga. Flera undersökningar av fossilt neanderthal-DNA från mitokondrierna pekade å andra sidan entydigt på att neanderthalare inte är förfäder till dagens människor, utan en distinkt art som dog ut utan efterlevande. När man undersökte DNA från cellkärnor gav det andra resultat. Under 2010 spreds nyheten i media att Svante Pääbo på Max Planck-institutet i Leipzig, tvärt emot sin egen hypotes, funnit att de två arterna korsats i någon mån innan vidare expansion. Svante Pääbo menar utifrån dessa resultat att två till fyra procent av den moderna människans arvsmassa kommer från neanderthalmänniskan. Detta gäller ej de människor som levde kvar i Afrika däremot resten av mänskligheten.
Enligt Ut ur Afrika-hypotesen utvecklades den anatomiskt sett moderna människan, Homo sapiens, i Afrika. Sedan spred sig människan därifrån ut över världen och konkurrerade ut andra hominider . Enligt denna teori, som är dominerande bland forskare i dag, härstammar alla nu levande människor från en isolerad grupp i Afrika; ett antal av dessa individer lämnade Afrika och från dem härstammar alla icke-afrikaner. 
Fossila fynd visade att den anatomiskt sett moderna människan utvecklades för mindre än 200 000 år sedan. Nya fynd har sedan flyttat tillbaka tiden för moderna sapiens tillblivelse till cirka 300 000 år f.Kr. Mitokondrisk Eva antas ha levt för cirka 150 000 år sedan och Y-kromosoms-Adam för cirka 90 000 år sedan (se dessa artiklar för definitioner av begreppen). H. sapiens emigrerade till Eurasien och ersatte efter hand olika arter av förmänniskor. Den första vågen av utvandrare av moderna homo sapiens dog dock ut för cirka 90 000 år sedan. För 60 000-80 000 år sedan lämnade nya grupper Afrika. Via Etiopien lyckas en grupp ta sig över Röda havet till nuvarande Jemen. Kanske bestod denna grupp av endast 150 personer. Ättlingarna till dem nådde Sydostasien för 50 000 år sedan och Australien för 40 000 år sedan. Dessa tidsangivelser är osäkra och omtvistade och kommer säkerligen att revideras. De tidiga moderna människorna som kom till Europa kallas ofta Cro Magnon efter en fransk fyndplats, och moderna homo sapiens befolkade kontinenten lite mer än 40 000 år sedan. Detta innebär att moderna människor och neandertalare levde samtidigt under några tusen år i Europa. Svante Pääbos forskningar har visat att moderna människor särskilt i Europa och Asien har neanderthalgener så det fanns sexeullt umgänge mellan arterna. Dock verkar det som att när avkomman var pojkar, var neandertalarnas Y-kromosomer inte kompatibla med moderna människor. Generna har således ärvts via kvinnor.
Tidpunkten för människans ankomst till Amerika har varit mycket omdiskuterad. Den klassiska teorin om Clovis first säger att de tidigaste spåren av människor är föremål från Cloviskulturen, bland annat spjutspetsar av typen funna vid Clovis, New Mexico i USA. Senare har det klargjorts att det finns fynd av mänsklig närvaro i Amerika som är äldre än Cloviskulturen .
Denna tidslinje visar ett förenklat schema över hur de olika människoarterna utvecklats. Det finns även andra teorier om hur människan utvecklats under paleolitikum.
Tabell 1. Tidslinje över människans utveckling,  och skalan är i tusental år. Flera forskare anser att Homo rhodosiensis var en synonym med H. heidelbergensis. Om rhodosiensis och heidelbergensis är samma art slutar homo antecessor utan avkomma medan heidelbergensis ger upphov till både homo sapiens och homo neanderthalensis i tidslinjen ovan.

## Paleogeografi och klimat
Huvudartiklar: Istid och Pleistocen
Den geologiska period som i stort motsvarar paleolitikums utbredning i tid kallas pleistocen. Det är en geologisk epok som sträcker sig från ungefär 2,6 miljoner år sedan till för 11 700 år sedan enligt den vedertagna kronologin. Namnet pleistocen kommer från lagerstudier utförda på Sicilien av Charles Lyell i mitten av artonhundratalet.
Paleolitikum överlappar den geologiska perioden pleistocen. Båda slutade för ungefär 12 000 år sedan. Pleistocen började för 2,6 miljoner år sedan, 700 000 år efter paleolitikums början om man räknar paleolitikums början från de äldsta stenverktygen som är 3,3 miljoner år gamla. Pleistocen upplevde inte bara klimatiska förändringar utan också viktiga geografiska förändringar och  som påverkade de mänskliga samhällenas utveckling.
Under den föregående perioden pliocen hade kontinentaldriften flyttat dessa från 250 km från sina nuvarande lägen till positioner endast 70 km från sin  plats under holocen. Sydamerika blev anknutet till Nordamerika genom Panamanäset, vilket innebar att Sydamerikas pungdjursfauna nästan dog ut. Panamanäset påverkade de globala temperaturerna. De varma havsströmmarna vid ekvatorn skars av, och de kalla arktiska och antarktiska vattnen sänkte temperaturen i den nu avskurna Atlanten.
Centralamerika bildande under Pliocen gjorde att faunan från dessa kontinenter kunde lämna sina inhemska livsmiljöer och kolonisera nya områden. Afrikas kollision med Asien skapade Medelhavet som avskars från Tethyshavet. Under Pleistocen intog kontinenterna sina moderna positioner och de tektoniska plattorna har förmodligen inte flyttat sig mer än 100 km sedan början av perioden.Klimatet under Pliocen blev svalare och torrare, och med mer betonade säsonger till exempel regn och torrtider, alltså mer likt det moderna klimatet. Inlandsisar växte fram på Antarktis. När ett arktiskt istäcke bildades för omkring 3miljoner år sedan skedde en abrupt förändring av syreisotopförhållandena i norra Atlanten och norra Stilla havet. Nedisningar spreds sedan till mellanlatituder och bredde sig över Nordamerika och Europa redan i slutet av pliocen. Den globala avkylningen som inträffade under pliocen orsakade att skogar försvann och spridningen av gräsmarker och savanner.
Perioden karaktäriseras av omfattande, återkommande, nedisningar på norra och mindre delar av södra halvklotet. Mellan istiderna återkommer perioder av varmare klimat (värmeperioderna kallas Interglacialer). De senaste 1,8 miljoner åren har det funnits sex större glaciationer som har täckt Skandinavien (och delar av Tyskland), Alperna och större delen av Nordamerika och Brittiska öarna (se nedanstående schema). Brittiska öarna har ett något annorlunda schema, men motsvarigheterna till Eem och Weichsel kallas för Ipswichian och Devensian. Modern forskning av djuphavssediment där temperaturen har kunnat studeras med hjälp av olika syreisotoper inlagrade i sedimenten visar att de geologiska skeendena är mycket komplicerade och den klassiska kronologin är idag delvis föråldrad.
Idag ifrågasätts själva föreställningen om nedisningar som långa kalla perioder som växlade med andra långa varma perioder på ett mera stabilt sätt. Vetenskapen ser det idag som en serie av mycket talrika och kortlivade klimatförändringar, som forskare identifierar som isotopstadier av syreisotoper i marina sediment med jämna tal ordningstal för de kalla faserna och udda tal för de tempererade faserna. Terminologin relaterad till nedisningar har dock behållits som en referens vid datering av händelserna under paleolitikum. 
Varje stor nedisning band upp enorma vattenvolymer i de kontinentala isarna som 1 500–3 000 m tjocka, vilket resulterade i tillfälliga sänkningar i havsnivån på 100 m eller mer över hela jordens yta. Under interglacialar dränktes stora kustområden. Processen mildrade av isostatiska processer då landet höjde sig efter att ha pressats ner av isarna. De låga havsnivåerna under istider förenade de indonesiska öarna med fastlandet och det var allts inga svårigheter att ta sig till Java. Landbryggan förkortade avståndet till Australien.
Det finns forskare som menar att Homo erectus redan under tidigpaleolitikum uppfann flottar (cirka 840.000 –  800.000 BP) för att kunna färdas över stora vattenvidder. Det kan vara så en grupp av Homo erectus nådde ön Flores och utvecklades till Homo floriensis. Denna hypotes är omtvistad inom  de antropologiska forskarna.Andra forskare anser att Flores under vissa tider hade fast landförbindelse. Om Homo erectus använde flottar redan under början av tidigpaleolitikum kan det betyda att Homo erectus var mer avancerade än man tidigare trott. De kan ha talat en tidig form av modernt språk. Kompletterande belägg om användning av flottar av neandertalare och moderna människor finns på olika platser runt Medelhavet, såsom Coa de sa Multa från cirka  300 000 f.Kr. Beläggen indikerat att människor under mellarsta- och senpaleolitikum använde flottar för att ta sig över stora vattenytor som Medelhavet för att nå andra landområden.
Effekterna av glaciationen var globala. Antarktis var isbundet under hela Pleistocen och även under föregående Pliocen. Anderna täcktes i söder av den patagoniska inlandsisen. Det fanns också glaciärer i Nya Zeeland och Tasmanien. Glaciärer fanns i bergen i Etiopien och västerut i Atlasbergen. På norra halvklotet smälte många glaciärer samman till kontinentala isar. Cordilleran-isen döpt efter bergen, täckte Nordamerikas nordvästra delar-Den Laurentiska isen täckte östra området. Den fennoskandiska inlandsisen täckte norra Europa, inklusive Storbritannien och den alpina inlandsisen täckte Alperna. Spridda kupoler sträckte sig över Sibirien. De norra haven var frusna. Under  senpaleolitikum cirka. 18 000 f.Kr. blockerades landbryggan Beringia mellan Asien och Nordamerika av is, vilket man tror hindrade tidiga paleo-indianer  att direkt korsa Beringia för att nå Amerika.
Viktiga karaktäristika för perioden är den omfattande nedkylningen av klimatet på jorden, som leder till att vattenlevande blötdjur som klarar sig i kallare vatten utvecklas och att äldre vattenbaserade organismer (latin: Discoaster) försvinner. Därtill uppträder moderna hästar och elefanter och sprider sig över större områden.
Även i områden som inte direkt berördes av nedisningarna var klimatförändringarna ändå omfattande, bland annat på grund av den kraftiga variationen i nederbörd och förskjutningen av klimatzonerna mot ekvatorn som istiderna medförde. För ungefär tre miljoner år sedan ändrades klimatet på jorden och i Afrika blev det ett torrare klimat och savannerna bredde ut sig. Vid denna tid sker en tydlig period av artbildning i hominidernas utveckling. De första arterna av Paranthropus utvecklas, liksom de första arterna av Homo. Artbildningen som ledde till människans utveckling har alltså ett direkt samband med klimatet under pleistocen.
Paleolitikum anses ta slut i slutet av pleistocen, då jordens klimat blev varmare under Holocen. Klimatförändringen kan ha orsakat eller bidragit till utrotningen av pleistocens megafauna. Men utdöendena kan åtminstone delvis ha orsakades av andra faktorer som sjukdomar och för hård jakt av människor. Ny forskning tyder på att utrotningen av den ullhåriga mammuten kan ha orsakats av den kombinerade effekten av klimatförändringar och mänsklig jakt. Under slutet av Pleistocen krympte mammutarnas livsmiljö vilket resulterade i en minskning av beståndet. De små populationerna jagades sedan till utrotning av paleolitiska människor. Den globala uppvärmningen under slutet av pleistocen och början av holocen gjorde det lättare för människor att jaga mammutar som levde i habitat som tidigare varit otillgängliga. Små populationer av ullhårig mammut överlevde längst på isolerade arktiska öar, Saint Paul och Wrangels ö, fram till cirka 3700 BP på  Saint Paul och till cirka 1700 BP på Wrangels ö. Mammutarna på Wrangels ö dog ut ungefär samtidigt som ön blev bosatt av förhistoriska människor.
| Geologisk tid | Geologisk tid | Istid (Nordeuropa) | Istid (Alperna) | Istid (Nordamerika) | Tidsintervall (eller år sedan periodens början år 2000) |
| Holocen       | Holocen       | Flandern           | Flandern        | Flandern            | 10 000                                                  |
| Pleistocen    | Sen           | Weichsel           | Würm            | Wisconsin           | 110 000                                                 |
| Pleistocen    | Sen           | Eem                | Reiss-Würm      | Sangemon            | 130 000                                                 |
| Pleistocen    | Sen           | Saale-istiden      | Reiss           | Illinoian           | 240 000                                                 |
| Pleistocen    | Mellan        | Holstein           | Mindel-Reiss    | Yarmouth            | 800 000 - 240 000                                       |
| Pleistocen    | Mellan        | Elster             | Mindel          | Kansan              | 800 000 - 240 000                                       |
| Pleistocen    | Mellan        | Cromer             | Günz-Mindel     | Aftonian            | 800 000 - 240 000                                       |
| Pleistocen    | Mellan        | Menap              | Günz            | Nebraskan           | 800 000 - 240 000                                       |
| Pleistocen    | Tidig         | Waal               | Waal            | Waal                | 1,8 milj - 800 000                                      |
| Pleistocen    | Tidig         | Eburon             |                 |                     | 1,8 milj - 800 000                                      |
| Pleistocen    | Tidig         | Tegelen            |                 |                     | 1,8 milj - 800 000                                      |
| Pleistocen    | Tidig         | Pre-tegelen        |                 |                     | 1,8 milj - 800 000                                      |

Tabell 2. Istid och interglacialer. Interglacial = ljusblå - Istid = vit.

## Social organisation

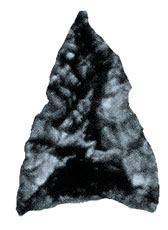
Människor kan ha deltagit i utbyte över stora avstånd mellan olika band (grupper) för sällsynta varor och råvaror (som sten som behövs för att tillverka verktyg) så tidigt som för 120 000 år sedan under mellersta paleolitikum.

Den sociala organisationen för de tidigpaleolitiska samhällena är fortfarande dåligt känd, även om lägre paleolitiska arter som Homo habilis och Homo erectus sannolikt har haft mer komplexa sociala strukturer än schimpanser. Grupper av förmänniskor  (Homo erectus) med antingen sen Oldowan eller tidig Acheuleankultur kan ha varit de första som hade basboplatser, som ingick i deras strategi för födosök och jaktstrategi. Detta kan vara  så tidigt som för 1,7 miljoner år sedan. Beläggen för detta ärdock osäkra och de tidigaste solida bevisen för existensen av basboplatser i form av härdar och hyddor går bara tillbaka till för 500 000 år sedan. 

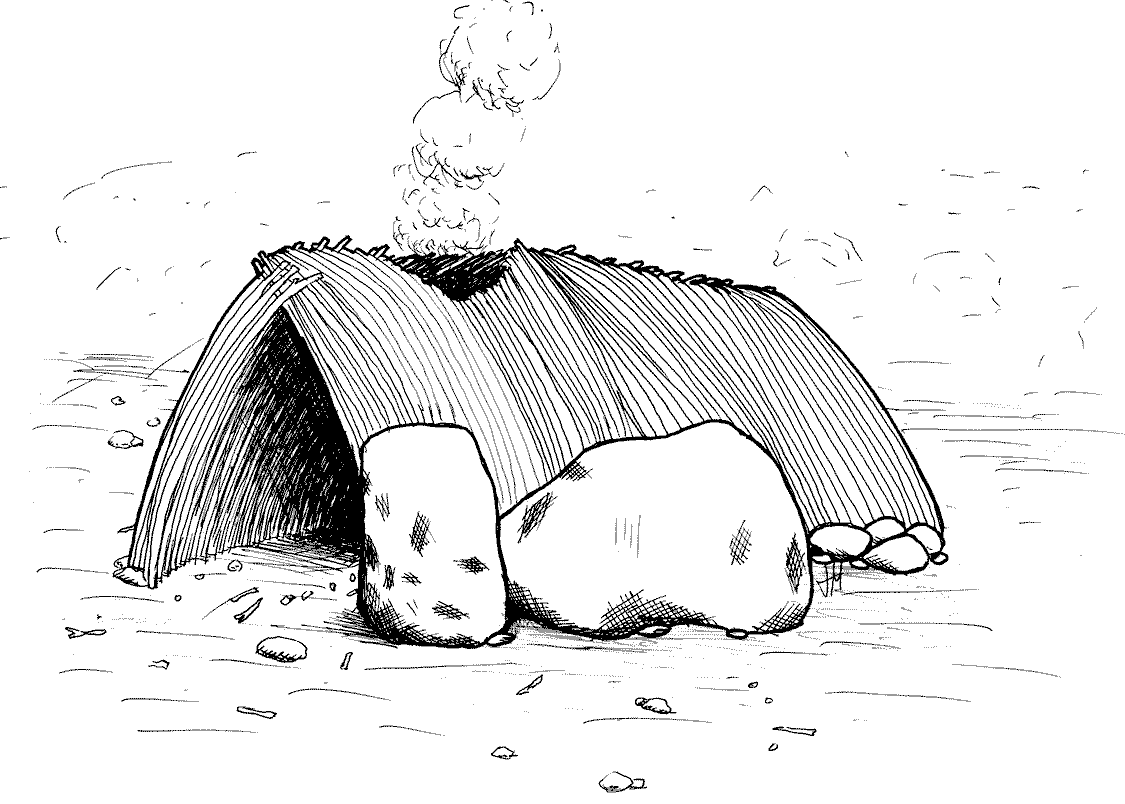
Artistskiss av hydda av trä, baserat på fynd funna vid Terra Amata i Nizza och daterad till tidigpaleolitikum 400.000 BP.

Forskare har varit oense om förmänniskor under tidigpaleolitikum var monogama eller polygyna det vill säga att en manlig individ har fler honor. En  modell menar att bipedalism uppstod före paleolitikum bland australopithecinerna och var en anpassning till en monogam livsstil. Andra forskare betonar att sexuell dimorfism (olikhet mellan könen) är mer uttalad hos tidiga paleolitiska förmänniskor som Homo erectus än hos moderna människor. Moderna människor är mindre polygyna än andra primater. Man menar att stor sexuell dimorfism tyder på att tidigpaleolitiska förmänniskor hade en  polygyn livsstil. Arter med uttalad sexuell dimorfism tenderar att vara polygyna. Nya fynd visar på stora skillnader i storlek inom arten Homo erectus.
Mänskliga samhällen ända från paleolitikum till de tidiga de tidiga jordbruksstammarna under neolitikum levde utan stater och organiserade samhällen. Under tidigpaleolitikum var de förmänskliga samhällena troligen mer hierarkiska än senare under mellan- och senpaleolitisk tid. Individerna var då förmodligen inte organiserade som så kallade bands. Under slutet av tidigpaleolitikum kan de senare populationerna av Homo erectus ha börjat leva i småskaliga  och möjligen mer jämlika band, som mer liknar både mellan- och senpaleolitiska samhällen och moderna jägare-samlare.
Samhällen under mellersta paleolitikum bestod av band hade från 20–30 möjligen upp till 100 individer. Banden var vanligtvis nomadiska dvs flyttade omkring i landskapet till skillnad från lägre paleolitiska och tidiga neolitiska band. Dessa band bildades av flera familjer. Olika band samlades till större så kallade makroband för viktiga aktiviteter som att skaffa partner, utbyte av erfarenheter och firande. De samlades på platser där det fanns gott om resurser. I slutet av den paleolitiska eran omkring 10 000 f.Kr. började människor bosätta sig mer permanent och började förlita sig på jordbruk eller storskaligare fiske för sin matförsörjning på många platser. Det finns många bevis för att människor deltog i utbyte över stora avstånd mellan olika band för att få tillgång till sällsynta varor, som ockra (färgpigment), som ofta användes för religiösa ändamål och ritualer, och andra råvaror. Utbyte finns belagt så tidigt som för 120 000 år sedan under mellanpaleolitikum. Utbytet mellan olika band kan ha underlättat  deras överlevnad genom utbyte av resurser och råvaror under tider av begränsade tillgångar som torka och svält. I moderna jägar- och samlarsamhällen är individer underordnade bandet och detsamma gällde troligen under mellanpaleolitikum. Både neandertalare och moderna människor tog hand om äldre och handikappade medlemmar i sina grupper under mellan- och senpaleolitikum.
Flera forskare hävdar att de flesta mellan- och senpaleolitiska samhällen troligen var fundamentalt jämlika och att de sällan eller aldrig ägnade sig åt organiserat våld mellan grupper det vill säga krig.  Vissa senpaleolitiska samhällen i mycket resursrika miljöer kan ha haft mer komplex och hierarkisk organisation. Ett exempel som nämns är Sungir, i nuvarande Ryssland, som kan ha haft en mer uttalad hierarki och arbetsdelning. Sungir kan ha varit indragit i endemisk krigföring.
Vissa forskare menar att det inte fanns några formella ledare utan att dessa tidiga samhällen liksom jämlika jägare-samlare i modern tid, som Mbuti-pygméerna, kan ha fattat sina beslut i gemensamma beslut. Permanenta härskare såsom hövdingar och monarker fanns inte. Inte heller fanns det någon utvecklad arbetsdelning under paleolitikum. Olika medlemmar i gruppen var skickliga på olika uppgifter men de flesta behärskade det som var nödvändigt för att överleva. Teorier för att förklara jämlikheten uppstod tidigt. Ett exempel är begreppet primitiv kommunism hos Karl Marx. Christopher Boehm (1999) har antagit att jämlikhet kan ha utvecklats i paleolitiska samhällen på grund av ett behov av att fördela resurser som mat och kött lika för att undvika svält och säkerställa en stabil livsmedelsförsörjning.
Raymond C. Kelly resonerar om att den relativa fredligheten i mellan- och senpaleolitiska samhällen berodde på en låg befolkningstäthet, samarbetsförhållanden mellan grupper som ömsesidigt utbyte av förnödenheter och samarbete på jaktexpeditioner. Uppfinningen av projektilvapen som kastspjut gav mindre incitament för krig. Han menar att kastvapen ökade skadorna på en angriparen och minskade den relativa mängden territorium som en angripare kunde vinna vid ett angrepp. Andra forskare menar att de flesta paleolitiska grupper kan ha varit större och mer komplexa, mer sedentära (fast bosatta) och krigiska än de flesta jägar- och samlarsamhällen i modern tid. De paleolitiska grupperna var bosatta på mer resursrika områden än de flesta moderna jägare-samlare, som har trängts undan till marginella områden. Ingendera parterna i diskussionen stödjer sig på arkeologiska belägg i form av individer skadade av våldshandlingar orsakade av människor utan det är teoretiska resonemang.
Antropologer har ofta antagit att i paleolitiska samhällen samlade kvinnor in vilda växter och ved, och att män jagade och slaktade döda djur. Men jämförelser med i modern tid existerande jägare-samlare som Hadza-folket och aboriginerna I Australien tyder på att uppdelningen av arbetet mellan könen under paleolitikum troligen var mer flexibel. Män deltog i att samla in växter, ved och insekter, och kvinnor jagade småvilt för konsumtion. Hela gruppen hjälpte till för att driva flockar av stora byten från klippor. Ny forskning av antropologen Steven Kuhn vid University of Arizona stödjer att denna klara arbetsdelning mellan könen inte existerade före senpaleolitikum i människans förhistoria. Den paleolitiska perioden kan ha varit den mest jämställda tiden i mänsklighetens historia.
Arkeologiska fynd av konst och gravritualer tyder på att kvinnor åtnjöt hög status i sina samhällen, och det är troligt att båda könen deltog i beslutsfattandet. Jared Diamond antyder att kvinnornas status minskade med antagandet av jordbruket eftersom kvinnor i jordbrukssamhällen vanligtvis föder fler barn och förväntas utföra mer krävande arbete än kvinnor gjorde jägare-samlarsamhällen.
Liksom de flesta moderna jägar- och samlarsamhällen, följde troligen paleolitiska och mesolitiska grupper olika sätt för var de olika parterna i ett äktenskap skulle bo. Boendet kunde vara matrilokalt det vill säga hos kvinnans släktingar eller kunde det vara patrilokalt det vill säga hos mannens släktingar. Ibland bodde  makarna inte med varken mannens eller hustruns släktingar. Sammantaget kan sannolikt jägare-samlares äktenskapsmönster karakteriseras som multilokalt.

## Näringsfång och jakt

### Forskningshistoria
Raymond Dart utvecklade sin teori om mördarapan australophitecus som med sin osteodontokeratiska kultur (ben och tand-kultur) var en blodtörstig mördarapa som utvecklades till människa. Dramatikern Robert Ardreys bok African Genesis från 1961 var en populär variant av Darts ståndpunkter om den moderna människans utveckling. Boken innehåller ett flertal referenser till Darts hypotes om osteodontokeratisk kultur. Han skildrade detaljerat Darts bevis för australopithecinernas rovdjursväg från Apa till människa och som en avgörande faktor för hur människans moderna beteenden hade uppstått. När teorin synades i sömmarna visade det sig att det var stora rovdjur och hyenor som samlat det fragmenterade benmaterialet i det sydafrikanska grottorna och inte jagande australophiteciner.
Denna strid satte emellertid focus på studiet av benlämningar (tafonomi). Hur kan vi veta att ben på Homo habilis boplatser hade samlats av hominider och inta av rovdjur. Under 1970 började man att i mikroskop studera repor på benen. Hade de uppkommit genom att bearbetas med vässade stenar eller rovdjurständer. Det visade sig att ibland var rovdjursmärken äldst på benen och det visade att de fallit offer för rovdjur men ibland var märkena av vassa stenar äldre och visade att hominiderna hade bearbetat ben först. Det var denna diskussion som mynnade ut i att Homo habilis troligen inte var en aktv jägare utan mera en asätare. Jakt var oviktigt i början av paleolitikum, då insamling av växtföda och asätande dominerade. Tidiga förmänniskor som australopitheciner och Homo habilis anses inte ha varit aktiva jägare. De levde av ätbara växter som knölar, rötter, bark och späda skott, gräsfrön, nötter frukter och frön. De fångade små djur som insekter, reptiler, gnagare, kycklingar, och tog ägg. De åt as, döda eller sjuka djur som de hittade. Möjligen stal de byten från mindre rovdjur som geparder och hyenor.
Homo erectus var aktivt jagande men fortsatte vara allätare och samlade ätbara växter. Troligtvis drev de också bort rovdjur från sina byten. En grupp människor med vässade stenar, påkar och vässade grenar var en övermäktig motståndare för de flesta rovdjur. Det råder inga tvivel om att Homo heidelbergensis och Homo neanderthalensis var äkta jägare. De slutade därför inte att äta växter, smådjur eller as. De stora fyndplatserna Torralba och Ambrona, i Spanien slaktades för cirka 300 000 år sedan elefanter som vägde upp till 20 ton. En del forskare menar att platserna representerar asätande medan andra tror att H. heidelbergensis drog nytta av elefanternas minskade rörlighet i dessa sumpiga områden. Tydliga bevis för aktiv jakt är de 400 000 år gamla träspjuten från Schöningen. 
Träspjuten från Schöningen är intressanta för man har arbetat med fyndet. 2014 ifrågasatte tyska forskare att spjuten i Schöningen hade använts i en stor komplex enskild jakt på torra land. Analysen av hästarnas tänder visade på att de hade levt i ett antal olika livsmiljöer med olika koster. Slutsatsen blev att färre antal hästar hade dödats i flera jakter på olika platser vid sjön eller i ett större område. Troligen dödades hästarna vid skilda tider. Sedan dumpades deras ben på platsen i Schöningen där de hittades på 1990-talet. Efter en tid låg det till slut ben från över 20 hästar på platsen. Troligen jagades dessa hästar om höstarna. Det var lättare att döda unga hästar. Jakt på unga hästar antyder en mer begränsad jaktförmåga och en mindre samordnad jakt. Unghäst var lättare att döda men gav mindre kött. De sjöalger, svampar och små kräftdjur som fanns i sedimenten där spjuten hittades visar att jakten inte skedde på torra land. Hästarna jagades på grunt vatten. I vatten var de inte så snabba och hade svårare att fly. Jägarna behövde  inte vara lika samordnade under jakten i vatten som man tidigare antagit. Dessa data om hästarnas tänder, hästars åldrar och sjöalgerna, visar att användarna av spjuten i Schöningen jagade i mindre sociala komplexa sammanhang. Homo heidelbergensis i Tyskland 398 000-378 000 f.Kr. var inte  lika socialt och tekniskt avancerade som forskarna trodde 1996.
Under 1970-talet ifrågasattes även neandertalarnas jaktförmåga på liknande grunder som ovan men det står helt klart att de var aktiva jägare och inte asätare. H. sapiens lärde sig också att fiska med hjälp av harpuner, nät eller krokar.

## Kosthållning
De paleolitiska jägare-samlarna åt främst kött, frukt och ätliga växter. Det finns dock för lite data för att säkert kunna bedöma vilka proportionerna var däremellan. Eftersom vegetabiliska födoämnen inte bevaras så väl som ben så ger källmaterial en skev bild av kosten. Det är egentligen studier på olika kol och kväveisotoper som kan ge vägledning för vad man åt. Enligt några antropologer, och ett stort antal förespråkare för stenålderskost åt de paleolitiska människorna stora mängder kött, så mycket att man menar att majoriteten av maten införskaffades genom jakt. Andra menar dock att den paleolitiska kosten snarare generellt kom från växtriket, eller att jakt och insamling bidrog med lika delar till kosthållningen. Den ekologiska miljön påverkade kostens sammansättning. I arktiska klimat var säkert köttdieten större än i varmare klimat. 
Undernäring och svält var mindre vanligt under paleolitikum än under neolitikum. Bönderna hade större befolkningstäthet och drabbades av svält vid missväxter medan människorna under paleolitikum hade glesare befolkning som åt en mer varierad kost och hade tillgång till fler olika sorters växtföda än vad som var vanligt under neolitikum. Detta gjorde att man generellt åt en mer varierad kost och led mindre risk för svält än vad man gjorde under neolitikum eftersom man inte var beroende av ett litet urval av föda.
Baljväxter var en del av den mänskliga kosten långt innan neolitikum, vilket syns tydligt i arkeobotaniska fynd från kulturlager på en moustérienboplats vid Kebaragrottan i Israel. Dessutom visar nya rön att människan kan ha ätit gräsarter av typen sädesslag så långt tillbaka som för 23 000 år sedan. Nya arkeologiska fynd visar också att vin kan ha druckits för första gången då paleolitiska människor drack naturligt jäst juice från vilda druvor.
Fiske uppfanns också under senpaleolitikum, något som möjliggjorde för en del jägar-samlarsamhällen att bli bofasta, eller åtminstone semi-sedentära, under den nästföljande, mesolitiska, perioden. Exempel på detta finns från både Serbien och på den amerikanska nordvästra stillahavskusten, där man till och med utvecklade ett socialt stratifierat samhälle. 
Antropologer som Tim White menar att kannibalism var vanligt i mänskliga samhällen innan början på senpaleolitikum. Tecken på detta är fynd av stora mängder ben, som uppvisar tecken på slakt, som påträffats vid neanderthal och andra tidig- och mellanpaleolitiska lokaler. Denna kannibalism kan ha varit en följd av matbrist.

## Skulptur och målningar
Venus från Tan-Tan är möjligen ett tidigt exempel på konstnärliga uttryck, liksom mönstren som ristats på elefantben från Bilzingsleben i Thüringen. De kan ha producerats av tidiga Homo erectus som använde Acheulean-verktyg och måste dateras före början av den mellanpaleolitiska perioden. De tidigaste obestridda bevisen för konst under paleolitikum kommer från mellersta paleolitikum från platser som Blombos Cave i Sydafrika, De utgörs av armband, pärlor, stenkonst och ockra som används som kroppsmålning och kanske i ritualer. Ostridiga bevis på konst är bara vanliga under senpaleolitikum.
Tidigpaleolitiska bärare av AcheuléenkulturenA  började enligt Robert G. Bednarik ägna sig åt symboliskt beteende som konst redan runt 850 000 BP. De dekorerade sig med pärlor och samlade in exotiska stenar av estetiska skäl snarare än praktiska egenskaper. Enligt Bednarik tyder spår av pigmentet ockra från sena tidigpaleolitiska arkeologiska fyndplatser från Acheuléenkulturen, liksom motsvarande från senpaleolitiska grupper, på att man samlade och använde ockra för att skapa hällkonst. Det är också möjligt att tolka dessa ockraspår på tidiga paleolitiska platser som naturliga förekomster.

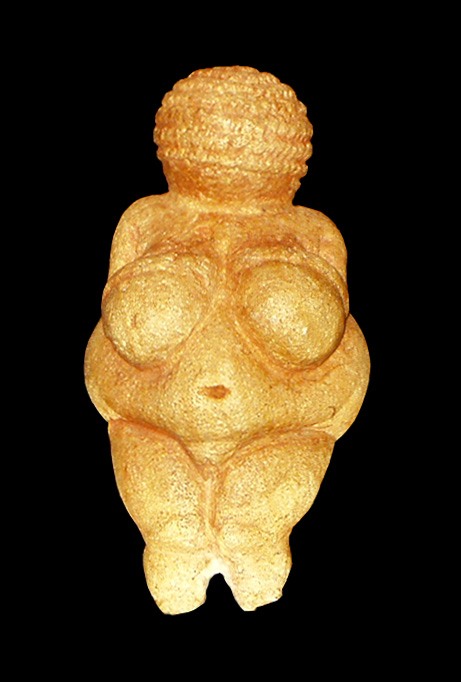
Venus från Willendorf är en av de mest berömda Venusfigurinerna.

Senpaleolitisk konst består av grottmålningar, Venusfiguriner, djurristningar och hällmålningar. Den paleolitisk konst kan delas in i två större kategorier: figurativ konst som grottmålningar som tydligt avbildar djur (mer sällan människor); och nonfigurativ konst, som består av olika former eller symboler.
Grottmålningar har tolkats på olika sätt av arkeologer. Förhistorikern Abbe Breuil, tolkade målningarna som en form av jaktmagi för en framgångsrik jakt. Denna teori förklarar inte existensen av djur som sabeltandade katter och lejon, som inte jagades för mat. Inte heller existensen av halvt mänskliga, halvt djur varelser i grottmålningar förklaras. Antropologen David Lewis-Williams föreslog att paleolitiska grottmålningar var uttryck för shamanistiska sedvänjor, vilket förklarar målningarna av halvt mänskliga, halvt djurfigurer. Grottornas svårtillgängliga platser påminner om moderna shamanistiska metoder hos jägare och samlare. Bilder av symboler  är vanligare i paleolitiska grottmålningar än avbildningar av djur eller människor. Symboliska mönster kan ha varit symboler för olika övre paleolitiska etniska grupper. Venusfigurinerna har också framkallat helt olika tolkningar. Arkeologer och antropologer har beskrivit figurerna som representationer av gudinnor, pornografiska bilder, apotropaiska amuletter som används för sympatisk magi och till och med som självporträtt av kvinnor själva.
R. Dale Guthrie studerade inte bara de mest högklassiga konstnärliga och publicerade målningarna, utan också konst och figuriner av lägre kvalitet. Han påvisar ett brett spektrum av olika skicklighet och troliga åldrar bland konstnärerna. Han menar också att olika huvudteman i målningarna och andra artefakter, teman som handlar om kraftfulla odjur, riskfyllda jaktscener och sexuell representation av kvinnor, är förväntade teman i unga mäns fantasier under senpaleolitikum.
Venusfiguriner har ofta teoretiserats, inte alltid, att representera en modergudinna. Den stora mängden av kvinnliga bilder har inspirerat teorin att religion och samhälle i kulturer under paleolitisk tid och även senare under neolitisk tid kan ha utformats av kvinnor. Det finns många anhängare av teorin och några av de mest berömda är arkeologen Marija Gimbutas och den feministiska forskaren Merlin Stone, författaren till When God Was a Woman. Även andra tolkningar av figurinerna har föreslagits, som Catherine McCoid och LeRoy McDermotts hypotes att de var självporträtt av kvinnliga konstnärer och R.Dale Gutries hypotes som fungerade som stenålderspornografi.

## Stenhantverk

Hur en pilspets tillverkas i Levalloisteknik.

Stenåldern börjar när den moderna människans förfäder (de så kallade hominiderna) börjar tillverka stenverktyg. De äldsta kända spåren av verktygsframställning kommer från Östafrika. Denna stenteknologi kallas Oldowan efter platsen där de första spåren påträffats. Oldowanverktygen har daterts till att var 2,6 miljoner år och var länge de äldsta kända stenverktygen. Där har också primitiva handyxor upphittats. Handyxor är en typ av redskap som tillverkas genom att avslag slås från en sten, så att en egg bildas. Det är ej klarlagt exakt vilken art av förmänniskor som tillverkade de första stenverktygen. Homo habilis, den första arten i vårt eget släkte Homo, är en stark kandidat, men det kan inte uteslutas att även australopitheciner kunde göra enkla stenverktyg. 
Verktygstillverkning har ansetts vara unikt för släktet Homo, men Australopithecinerna, som föregick människan kan också ha framställt stenverktyg. År 2012 upptäcktes en äldre litisk teknik än Oldowan  vid Lomekwi 3 i Kenya. Platsen daterades till 3,3 miljoner år, och detta visade att det fanns litiska verktyg  före den förmodade uppkomsten av släktet Homo.
I takt med att den mänskliga hjärnan ökade i storlek ökade också förmågan att tillverka allt mer avancerade stenverktyg. Ursprungligen slås endast avslag från den en sidan av kärnan (så kallad unifacial teknik), men ganska snart börjar förmänniskorna att slå avslag från kärnans bägge sidor (bifacial teknik) och eggen blir successivt allt längre tills den når runt kärnans hela omkrets. Så skapades Acheuléenkulturens handyxa efter hundratusentals års utveckling. Nästa steg i utvecklingen kommer när man börjar använda själva avslagen och egglängden per kilo sten blir därmed ännu längre (se tab. 1). Den första avslagsteknologin benämns levalloisteknik. Levalloistekniken utnyttjas både av neanderthalmänniskor och den moderna människan. Dock finns en hel del betydelsefulla skillnader mellan neandertalmänniskans moustérienkultur och den moderna människans aurignacienkultur. Bland annat nyttjar neandertalarna en skivteknik medan homo sapiens har en fullt utvecklad spånteknologi vid denna tid.

### Utvecklingen av stenverktyg
1. Under tidigpaleolitikum då teklniken benämnd mode 1 dominerar , den kallas i engelskspråkig litteratur ofta Oldowan eller Pebble Culture. Verktygen skapas då en eller flera flisor slås av från en rund sten så att en egg bildas på rullstenen. Tekniken gav 10 cm skärande egg av ett kilo sten.
2. Acheulean  är förknippad med bifacetter, kärnor bearbetade från två sidor och liknande kulturer från Asien. De asiatiska kulturerna Pre-Soanian-Soanian i Indien och Kina och Padjitanian i Japan är alla daterade till tidigpaleolitikum motsvarar mode 2. Genom bifaciala bearbetningstekniker  kan man erhålla 40 cm skärande egg från ett kilo sten. För detta krävdes mellan 25 och 70 slag.
3. Under moustérienkulturen och andra liknande kulturer mode 3, daterade till mellanpaleolitikum kunde man få upp till 200 cm av en skärande egg på ett kilo sten, genom bearbetning med mer än 70 slag.
4. Under senpaleolitikums  mode  4  lyckades man utvinna 6oo till 2400 centimeter skärande egg från ett kilo sten. Men de var tvungna att använda mer än 250 slag för att nå det resultatet.

| Kulturgrupp        | Egglängd (cm/1000g sten) |
| ------------------ | ------------------------ |
| Oldowan            | 10                       |
| Acheuléenkulturen  | 40                       |
| Moustérienkulturen | 200                      |
| Gravettiankulturen | 600-2400                 |

Tabell 3. Egglängd under olika perioder.